# آبشار تودوگالا الا
آبشار تودوگالا الا (به لاتین: Thudugala Ella) یک آبشار در سری‌لانکا است که در Dodangoda Divisional Secretariat واقع شده‌است.